# Roccia coerente
Per rocce coerenti si intendono dei tipi di rocce compatte, che possono essere rotte solo a martellate, ma in questo caso senza produzione di schegge.
In Cantiere vengono abbattute con l'esplosivo oppure tramite l'utilizzo di frese, nel caso di scavi in sotterraneo.
Le rocce più comuni che appartengono a questa categoria sono le arenarie, i calcari marmosi,  i gessi, e alcune rocce con marcata scistosità.